# Palura inornata
Palura inornata är en fjärilsart som beskrevs av W. Warren 1913. Palura inornata ingår i släktet Palura och familjen nattflyn. Inga underarter finns listade i Catalogue of Life.